# Redcliff Point
Redcliff Point är en udde i Storbritannien.   Den ligger i riksdelen England, i den södra delen av landet, 190 km sydväst om huvudstaden London.
Terrängen inåt land är platt. Havet är nära Redcliff Point söderut.  Närmaste större samhälle är Weymouth, 4,2 km sydväst om Redcliff Point. 